# Віднесений морем (фільм)
«Віднесений морем» (англ. Swept from the Sea) — це британо-американський драматичний фільм 1997 року режисера Бібан Кідрон. У головних ролях Венсан Перес, Рейчел Вайс та Ієн Маккеллен. Стрічка була знята на основі роману 1901 року «Емі Фостер» Джозефа Конрада. Фільм розповідає про приречений любовний зв'язок між простою сільською дівчиною та українським селянином, який був 1888 року викинутий на берег Корнуоллу після того, як його емігрантський корабель затонув у штормі на шляху до Америки. У Великій Британії фільм вийшов на екрани під назвою «Емі Фостер».

## Сюжет
Янко Ґураль (Венсан Перес) — це український селянин, який виплив на берег на узбережжі Корнуолла (Англія) після того, як його емігрантський корабель затонув по дорозі до Америки в 1888 році. Розгублений Янко пробирається до ферми сімейства Сваферів, де його жахливий вигляд лякає присутніх. Емі Фостер (Рейчел Вайс), однак, не лякається незнайомця. Емі — одиночка, яка щонеділі відвідує своїх батьків, Мері та Ісаака Фостер, незважаючи на те, що отримує від них дуже мало кохання. Батьки називають її грішною дитиною, бо вона була зачата до їх одруження. Емі піклується про Янко — пере, годує та доглядає за ним у скрутний час. Лікар Кеннеді (Ієн Маккеллен), на відміну від інших жителів цієї місцевості, також виявляє повагу до Янко, адже він добре грає в шахи та здатний вивчити англійську мову.
Янко та Емі через деякий час закохуються один в одного. Але це не подобається їх оточенню. Все ж таки хлопець та дівчина одружуються.
Але, на жаль, Емі Фостер не щастить в коханні й вона втрачає Янко — хлопець помирає від застуди.

## В ролях
| Актор          | Роль                  |
| -------------- | --------------------- |
| Рейчел Вайс    | Емі Фостер            |
| Венсан Перес   | Янко Ґураль           |
| Ієн Маккеллен  | Джеймс Кеннеді, лікар |
| Кеті Бейтс     | Місс Сваффер          |
| Joss Ackland   | Містер Сваффер        |
| Tony Haygarth  | Містер Сміт           |
| Fiona Victory  | Місіс Сміт            |
| Tom Bell       | Ісаак Фостер          |
| Зої Вонамейкер | Мері Фостер           |

## Місце зйомок
Фільм був знятий у місті Корнуолл та Західний Йоркшир, Англія.
- Блісленд, Корнуолл, Англія, Велика Британія
- Бодмін, Корнуолл, Англія, Велика Британія
- Корнуолл, Корнуолл, Англія, Велика Британія
- Крікінгтон Хейвен, Корнуолл, Англія, Велика Британія
- Кіглі, Західний Йоркшир, Англія, Велика Британія
- Майклстау, Корнуолл, Англія, Велика Британія
- Pencarrow Head, Fowey, Корнуолл, Англія, Велика Британія
- Pentire Head, Корнуолл, Англія, Велика Британія
- Порт-Ісаак, Корнуолл, Англія, Велика Британія
- Порт Куін, Корнуолл, Англія, Велика Британія
- Сент-Бревард, Корнуолл, Англія, Велика Британія[4]

## Критика
Фільм отримав неоднозначні відгуки. У своєму огляді в Чиказькому Sun-Times Роджер Еберт дав фільму дві зірки, назвавши це "розчаруванням, фільмом, в якому добро і зло покірно проходять їх кроками, тоді як персонаж, який міг би додати складності та інтриги, залишається, на жаль, нереалізовані ".
У своєму огляді «Духовність та практика» Фредерік та Мері Ен Бруссат писали: "Письменник сценарію Тім Віллокс зробив майстерну роботу, розкриваючи пристрасний любовний зв'язок між цими двома сторонніми людьми, які знаходять один в одному все необхідне. повага до таємниці людської особистості ".
Пізніше Теренс Девіс зняв Рейчел Вайс у «Глибокому синьому морі», побачивши її у цьому фільмі.